# Barotrauma
Barotrauma — компьютерная игра в жанре космического 2D-симулятора подводной лодки и выживания, с элементами ролевой игры, однопользовательским и многопользовательским (кооперативном) режимами. Разработана финской студией Undertow Games, издана Daedalic Entertainment.

## Игровой процесс
В основном игра проходит на подводных лодках, погружённых под толстый лёд Европы, спутника Юпитера. В начале каждой игры игрокам назначается «Профессия», которая предоставляет им доступ к специальным характеристикам и снаряжению. Экипажу подводной лодки даётся задание, которое может включать в себя перевозку грузов с одного аванпоста на другой, охоту на враждебных подводных существ или поиск артефактов пришельцев. После этого игроки могут действовать по своему усмотрению на протяжении всего раунда, с небольшими дополнительными целями, если таковые имеются на пути.
Различные опасности часто ставят под угрозу путешествие подводной лодки, такие как враждебная фауна, вспышки паразитов и игроки-предатели. Некомпетентность экипажа также может стать источником катастрофы, поскольку неправильно обслуживаемое оборудование корабля (например, ядерные реакторы или генераторы кислорода) может быстро вывести подводную лодку из строя. Кризисное управление и управление ресурсами (боеприпасы, медикаменты, снаряжение и т. д.) — это необходимые действия в игровом процессе, поскольку игрокам неявно рекомендуется использовать свои профессиональные навыки как для предотвращения, так и для смягчения последствий чрезвычайной ситуации.
В случае повреждения корпуса субмарины вода начнёт затапливать судно, что повреждает оборудование субмарины и существенно затрудняет передвижение экипажа, а также заставляет подлодку идти на дно. Без соответствующего оборудования игрок, находящийся в затопленном сегменте субмарины, может задохнуться, а оказавшись без скафандра в зонах с высоким давлением воды — будет раздавлен из-за баротравмы.

## Разработка
Ведущий разработчик Йонас Рикконен назвал ролевую онлайн-игру Space Station 13 самым большим источником вдохновения для Barotrauma, высоко оценив её зарождающийся игровой процесс и упор на человеческое взаимодействие. Однако он также раскритиковал неинтуитивный пользовательский интерфейс Space Station 13 и различные технические проблемы; с Barotrauma Йонас стремился создать игру, которая «построена на фундаменте SS13», со «сглаживанием некоторых острых углов». Рикконен также черпал вдохновение из «Давление», концепт-игры, анонимно размещённой на 4chan.
Разработка Barotrauma началась в 2014 году под рабочим названием «Subsurface». С 2015 по 2018 год предварительные альфа-версии Barotrauma были бесплатно опубликованы для тестирования и получения оценок. После коммерческого выпуска 2019 года будущие версии Barotrauma стали эксклюзивными для Steam, а неподдерживаемая бесплатная версия была переименована в Barotrauma Legacy.
В 2017 году исходный код Barotrauma был публично выпущен под ограниченной лицензией, чтобы облегчить создание модификаций сообществом. Репозиторий исходного кода продолжает обновляться вместе с основной игрой.
В 2018 году Undertow Games объединилась с FakeFish Games для совместной разработки Barotrauma, превратив сольный проект в проект, разработанный почти дюжиной людей. В начале 2019 года Undertow Games подписала контракт с немецким издателем игр Daedalic Entertainment, который займётся издательской деятельностью и маркетингом игры.
Barotrauma была выпущена в ранний доступ 5 июня 2019 года. Первоначально выход был запланирован на осень 2019 года, но итоговой датой стало 13 марта 2023.

## Отзывы
Barotrauma была признана «Лучшей хардкорной игрой» на Game Connection Европы 2018, где также была номинирована в трех других категориях.